# Segelfluggelände Langenselbold

i7
i11
i13
Das Segelfluggelände Langenselbold ist ein Flugplatz am östlichen Ortsrand der hessischen Stadt Langenselbold zwischen der Autobahn A66 und dem Fluss Kinzig.

## Geschichte
Bereits in den 1930er Jahren wurde der nördlich des heutigen Fluggeländes gelegene Weinberg (Wingerte) durch die örtliche Hitlerjugend und das Nationalsozialistische Fliegerkorps zur Gleitflugschulung genutzt.
Nach dem Ende des Zweiten Weltkriegs fanden sich ehemalige Piloten und Flugbegeisterte aus den Orten der Umgebung in einer Interessengemeinschaft zusammen und nutzten die südlich von Langenselbold gelegenen Wiesen zum Modellflug. Mit der Wiederzulassung des Segelflugs durch die Alliierten begann der neu entstandene Verein mit dem Segelflugbetrieb auf einem Gelände zwischen den benachbarten Ortschaften Rückingen und Niederrodenbach. Aufgrund der Verlegung einer Hochspannungsleitung und der unmittelbaren Nähe zum Fliegerhorst Langendiebach erfolgte 1953 der Umzug auf das noch heute genutzte Gelände in Langenselbold.
Im Laufe der Zeit wurde die Infrastruktur des Flugplatzes stetig ausgebaut. Neben einem Kantinengebäude, das als Vereinsheim mit Werkstatt dient, entstanden ein Tower sowie zwei Flugzeughallen. Im Jahr 1979 wurde eine der Hallen durch Brandstiftung zerstört und in den Folgejahren komplett neu aufgebaut.
Auf dem Gelände fanden von 1953 bis 2010 zahlreiche Flugtage statt.
Zum Hessentag 2009 wurde der westliche Teil des Fluggeländes als „Hessentagsarena“ für Konzerte von Peter Maffay und den Toten Hosen genutzt. Nach dem Rückbau der Bühne veranstaltete der Radiosender Hit Radio FFH unter dem Motto „Der Hessentag hebt ab“ einen Flugtag, der rund 60.000 Besucher anlockte. Zu den Darbietungen gehörten unter anderem Flugvorführungen der Royal Jordanian Falcons und der Segelkunstfliegerin Martina Kirchberg.

## Flugbetrieb
Auf dem Fluggelände sind mehrere vereinseigene und private Segelflugzeuge, Segelflugzeuge mit Hilfsmotor und Ultraleichtflugzeuge stationiert. Der Platz verfügt über eine ca. 400 m lange Grasbahn für Start und Landung. Die Ausziehstrecke für Windenseile ist ca. 1000 m lang.
Platzfremde Reisemotorsegler und Ultraleichtflugzeuge bedürfen einer vorherigen Genehmigung zum Anfliegen des Platzes.

## Leistungssegelflug
Neben dem regulären Ausbildungsbetrieb nutzen zahlreiche Piloten den Flugplatz als Ausgangspunkt für Streckensegelflüge. Im Jahr 1968 gelang der Pilotin Elke Loos ein Rekordflug von 525 km von Langenselbold nach Paris, der ihr den deutschen Meistertitel im freien Streckenflug einbrachte.
Piloten des Aero-Club Langenselbold gewannen diverse regionale und nationale Meistertitel und Wettbewerbe. Im Jahr 2008 gelang dem Verein als Aufsteiger der Sieg in der 1. Segelflug-Bundesliga und der Gewinn des Weltmeistertitels in der IGC-OLC World League.
Die Fluglehrerin Susanne Schödel wurde 2009 und 2011 Weltmeisterin in der FAI-15-Meter-Klasse.